# Лермонтовский (Иркутская область)
Ле́рмонтовский — посёлок в Куйтунском районе Иркутской области России. Административный центр Лермонтовского сельского поселения.

## География
Посёлок находится на расстоянии 10 км к западу от посёлка городского типа Куйтун, административного центра района.

## Население
| 2002 | 2010 | 2011 | 2012 |
| ---- | ---- | ---- | ---- |
| 707  | ↘597 | ↘594 | ↘572 |

### Половой состав
По данным Всероссийской переписи, в 2010 году в посёлке проживало 597 человек (273 мужчины и 324 женщины).